# Baloise Ladies Tour 2022
 (juillet 2022).
Si vous disposez d'ouvrages ou d'articles de référence ou si vous connaissez des sites web de qualité traitant du thème abordé ici, merci de compléter l'article en donnant les références utiles à sa vérifiabilité et en les liant à la section « Notes et références ».
La 8e édition du Baloise Ladies Tour a lieu du 13 juillet au 17 juillet 2022. La course fait partie du calendrier UCI féminin en catégorie 2.1. 
Ellen van Dijk gagne le prologue. Lorena Wiebes remporte les trois étapes suivantes au sprint et est donc leader. Ellen van Dijk s'impose sur le contre-la-montre individuel et reprend la tête du classement général. Lorena Wiebes gagne l'ultime étape au sprint. Ellen van Dijk inscrit son nom au palmarès, c'est également la meilleure Néerlandaise, Lorena Wiebes est deuxième du classement général et vainqueur du classement par points et des rushs. Audrey Cordon-Ragot complète le podium. Pfeiffer Georgi est la meilleure jeune et Marthe Truyen la meilleure Belge.

## Parcours
Le parcours est globalement plat. Les contre-la-montres doivent définir le classement général.

## Équipes
| UCI Women's WorldTeams (4)- Human Powered Health - Liv Racing Xstra - Trek-Segafredo - Team DSM Équipes féminines continentales (12)- AG Insurance NXTG - Arkéa Pro Cycling Team - Atom Deweloper-Posciellux.pl-Wrocław - Aromitalia-Basso Bikes-Vaiano - Bingoal-Chevalmeire-Van Eyck Sport - Coop-Hitec Products - GT Krush Tunap - Lotto Soudal Ladies - Multum Accountants - Parkhotel Valkenburg - Plantur-Pura - Rupelcleaning Équipe féminines amateur (5)- Isorex - Keukens Redant - Proximus-Alphamotorhomes - S-bikes Doltcini - WV Schijndel |
| |

## Étapes
| Étape        | Date      | Villes étapes               | type                        | Distance (km) | Vainqueur d'étape | Leader du classement général |
| ------------ | --------- | --------------------------- | --------------------------- | ------------- | ----------------- | ---------------------------- |
| Prologue     | 13 juill. | Utrecht – Utrecht           | prologue                    | 3,9           | Ellen van Dijk    | Ellen van Dijk               |
| 1re étape    | 14 juill. | Zulte – Zulte               | étape de plaine             | 128,6         | Lorena Wiebes     | Lorena Wiebes                |
| 2e étape     | 15 juill. | Herzele – Herzele           | étape de plaine             | 114,6         | Lorena Wiebes     | Lorena Wiebes                |
| 3e étape (a) | 16 juill. | Cadzand – Knocke-Heyst      | étape de plaine             | 82,8          | Lorena Wiebes     | Lorena Wiebes                |
| 3e étape (b) | 16 juill. | Knocke-Heyst – Knocke-Heyst | contre-la-montre individuel | 15,6          | Ellen van Dijk    | Ellen van Dijk               |
| 4e étape     | 17 juill. | Deinze – Deinze             | étape de plaine             | 119,7         | Lorena Wiebes     | Ellen van Dijk               |

## Déroulement de la course

### Prologue
Ellen van Dijk, locale de l'étape, remporte le prologue devant Lorena Wiebes.
| \| Classement de l'étape \| Classement de l'étape \| Classement de l'étape \| Classement de l'étape \| Classement de l'étape \| \| Coureuse \| Coureuse \| Pays \| Équipe \| Temps \| \| --------------------- \| --------------------- \| --------------------- \| --------------------- \| --------------------- \| \| 1re \| Ellen van Dijk \| Pays-Bas \| Trek-Segafredo \| 5 min 08 s \| \| 2e \| Lorena Wiebes \| Pays-Bas \| Team DSM \| + 11 s \| \| 3e \| Esmée Peperkamp \| Pays-Bas \| Team DSM \| + 14 s \| \| 4e \| Audrey Cordon-Ragot \| France \| Trek-Segafredo \| + 14 s \| \| 5e \| Pfeiffer Georgi \| Royaume-Uni \| Team DSM \| + 15 s \| \| 6e \| Jeanne Korevaar \| Pays-Bas \| Liv Racing Xstra \| + 16 s \| \| 7e \| Mieke Kröger \| Allemagne \| Human Powered Health \| + 16 s \| \| 8e \| Léa Curinier \| France \| Team DSM \| + 17 s \| \| 9e \| Elynor Bäckstedt \| Royaume-Uni \| Trek-Segafredo \| + 17 s \| \| 10e \| Liane Lippert \| Allemagne \| Team DSM \| + 18 s \| |                     |             |                      |            |
| |                     |             |                      |            |
| Source : Cycling Quotient |                     |             |                      |            |
| Classement de l'étape |                     |             |                      |            |
| Coureuse | Coureuse            | Pays        | Équipe               | Temps      |
| 1re | Ellen van Dijk      | Pays-Bas    | Trek-Segafredo       | 5 min 08 s |
| 2e | Lorena Wiebes       | Pays-Bas    | Team DSM             | + 11 s     |
| 3e | Esmée Peperkamp     | Pays-Bas    | Team DSM             | + 14 s     |
| 4e | Audrey Cordon-Ragot | France      | Trek-Segafredo       | + 14 s     |
| 5e | Pfeiffer Georgi     | Royaume-Uni | Team DSM             | + 15 s     |
| 6e | Jeanne Korevaar     | Pays-Bas    | Liv Racing Xstra     | + 16 s     |
| 7e | Mieke Kröger        | Allemagne   | Human Powered Health | + 16 s     |
| 8e | Léa Curinier        | France      | Team DSM             | + 17 s     |
| 9e | Elynor Bäckstedt    | Royaume-Uni | Trek-Segafredo       | + 17 s     |
| 10e | Liane Lippert       | Allemagne   | Team DSM             | + 18 s     |

| \| Classement général \| Classement général \| Classement général \| Classement général \| Classement général \| \| Coureuse \| Coureuse \| Pays \| Équipe \| Temps \| \| ------------------ \| ------------------- \| ------------------ \| -------------------- \| ------------------ \| \| 1re \| Ellen van Dijk \| Pays-Bas \| Trek-Segafredo \| 5 min 08 s \| \| 2e \| Lorena Wiebes \| Pays-Bas \| Team DSM \| + 11 s \| \| 3e \| Esmée Peperkamp \| Pays-Bas \| Team DSM \| + 14 s \| \| 4e \| Audrey Cordon-Ragot \| France \| Trek-Segafredo \| + 14 s \| \| 5e \| Pfeiffer Georgi \| Royaume-Uni \| Team DSM \| + 15 s \| \| 6e \| Jeanne Korevaar \| Pays-Bas \| Liv Racing Xstra \| + 16 s \| \| 7e \| Mieke Kröger \| Allemagne \| Human Powered Health \| + 16 s \| \| 8e \| Léa Curinier \| France \| Team DSM \| + 17 s \| \| 9e \| Elynor Bäckstedt \| Royaume-Uni \| Trek-Segafredo \| + 17 s \| \| 10e \| Liane Lippert \| Allemagne \| Team DSM \| + 18 s \| |                     |             |                      |            |
| |                     |             |                      |            |
| Source : Cycling Quotient |                     |             |                      |            |
| Classement général |                     |             |                      |            |
| Coureuse | Coureuse            | Pays        | Équipe               | Temps      |
| 1re | Ellen van Dijk      | Pays-Bas    | Trek-Segafredo       | 5 min 08 s |
| 2e | Lorena Wiebes       | Pays-Bas    | Team DSM             | + 11 s     |
| 3e | Esmée Peperkamp     | Pays-Bas    | Team DSM             | + 14 s     |
| 4e | Audrey Cordon-Ragot | France      | Trek-Segafredo       | + 14 s     |
| 5e | Pfeiffer Georgi     | Royaume-Uni | Team DSM             | + 15 s     |
| 6e | Jeanne Korevaar     | Pays-Bas    | Liv Racing Xstra     | + 16 s     |
| 7e | Mieke Kröger        | Allemagne   | Human Powered Health | + 16 s     |
| 8e | Léa Curinier        | France      | Team DSM             | + 17 s     |
| 9e | Elynor Bäckstedt    | Royaume-Uni | Trek-Segafredo       | + 17 s     |
| 10e | Liane Lippert       | Allemagne   | Team DSM             | + 18 s     |

### 1reétape
Marieke De Groot est la première échappée. Elle reste en tête durant trente kilomètres avant d'être reprise après le premier sprint intermédiaire. Dans le deuxième tour du circuit final, Valentina Scandolara  attaque. Son avance atteint la minute. Typhaine Laurance part à sa poursuite et parvient à faire la jonction à quarante kilomètres de l'arrivée environ. Loes Sels rejoint le duo par la suite. Elles sont reprises dans les derniers kilomètres. Au sprint, Lorena Wiebes s'impose devant Mylene De Zoete.
| \| Classement de l'étape \| Classement de l'étape \| Classement de l'étape \| Classement de l'étape \| Classement de l'étape \| \| Coureuse \| Coureuse \| Pays \| Équipe \| Temps \| \| --------------------- \| --------------------- \| --------------------- \| ------------------------------------ \| --------------------- \| \| 1re \| Lorena Wiebes \| Pays-Bas \| Team DSM \| 3 h 14 min 19 s \| \| 2e \| Mylène de Zoete \| Pays-Bas \| AG Insurance NXTG \| + 0 s \| \| 3e \| Amber van der Hulst \| Pays-Bas \| Liv Racing Xstra \| + 0 s \| \| 4e \| Daria Pikulik \| Pologne \| Atom Deweloper-Posciellux.pl-Wrocław \| + 0 s \| \| 5e \| Rasa Leleivytė \| Lituanie \| Aromitalia-Basso Bikes-Vaiano \| + 0 s \| \| 6e \| Chloe Hosking \| Australie \| Trek-Segafredo \| + 0 s \| \| 7e \| Letizia Paternoster \| Italie \| Trek-Segafredo \| + 0 s \| \| 8e \| Lucie Jounier \| France \| Arkéa Pro Cycling Team \| + 0 s \| \| 9e \| Lily Williams \| États-Unis \| Human Powered Health \| + 0 s \| \| 10e \| Fien Van Eynde \| Belgique \| IBCT \| + 0 s \| |                     |            |                                      |                 |
| |                     |            |                                      |                 |
| Source : Cycling Quotient |                     |            |                                      |                 |
| Classement de l'étape |                     |            |                                      |                 |
| Coureuse | Coureuse            | Pays       | Équipe                               | Temps           |
| 1re | Lorena Wiebes       | Pays-Bas   | Team DSM                             | 3 h 14 min 19 s |
| 2e | Mylène de Zoete     | Pays-Bas   | AG Insurance NXTG                    | + 0 s           |
| 3e | Amber van der Hulst | Pays-Bas   | Liv Racing Xstra                     | + 0 s           |
| 4e | Daria Pikulik       | Pologne    | Atom Deweloper-Posciellux.pl-Wrocław | + 0 s           |
| 5e | Rasa Leleivytė      | Lituanie   | Aromitalia-Basso Bikes-Vaiano        | + 0 s           |
| 6e | Chloe Hosking       | Australie  | Trek-Segafredo                       | + 0 s           |
| 7e | Letizia Paternoster | Italie     | Trek-Segafredo                       | + 0 s           |
| 8e | Lucie Jounier       | France     | Arkéa Pro Cycling Team               | + 0 s           |
| 9e | Lily Williams       | États-Unis | Human Powered Health                 | + 0 s           |
| 10e | Fien Van Eynde      | Belgique   | IBCT                                 | + 0 s           |

| \| Classement général \| Classement général \| Classement général \| Classement général \| Classement général \| \| Coureuse \| Coureuse \| Pays \| Équipe \| Temps \| \| ------------------ \| ------------------- \| ------------------ \| -------------------- \| ------------------ \| \| 1re \| Lorena Wiebes \| Pays-Bas \| Team DSM \| 3 h 19 min 26 s \| \| 2e \| Ellen van Dijk \| Pays-Bas \| Trek-Segafredo \| + 1 s \| \| 3e \| Audrey Cordon-Ragot \| France \| Trek-Segafredo \| + 14 s \| \| 4e \| Esmée Peperkamp \| Pays-Bas \| Team DSM \| + 15 s \| \| 5e \| Pfeiffer Georgi \| Royaume-Uni \| Team DSM \| + 16 s \| \| 6e \| Amber van der Hulst \| Pays-Bas \| Liv Racing Xstra \| + 16 s \| \| 7e \| Jeanne Korevaar \| Pays-Bas \| Liv Racing Xstra \| + 17 s \| \| 8e \| Mieke Kröger \| Allemagne \| Human Powered Health \| + 17 s \| \| 9e \| Léa Curinier \| France \| Team DSM \| + 18 s \| \| 10e \| Elynor Bäckstedt \| Royaume-Uni \| Trek-Segafredo \| + 18 s \| |                     |             |                      |                 |
| |                     |             |                      |                 |
| Source : Cycling Quotient |                     |             |                      |                 |
| Classement général |                     |             |                      |                 |
| Coureuse | Coureuse            | Pays        | Équipe               | Temps           |
| 1re | Lorena Wiebes       | Pays-Bas    | Team DSM             | 3 h 19 min 26 s |
| 2e | Ellen van Dijk      | Pays-Bas    | Trek-Segafredo       | + 1 s           |
| 3e | Audrey Cordon-Ragot | France      | Trek-Segafredo       | + 14 s          |
| 4e | Esmée Peperkamp     | Pays-Bas    | Team DSM             | + 15 s          |
| 5e | Pfeiffer Georgi     | Royaume-Uni | Team DSM             | + 16 s          |
| 6e | Amber van der Hulst | Pays-Bas    | Liv Racing Xstra     | + 16 s          |
| 7e | Jeanne Korevaar     | Pays-Bas    | Liv Racing Xstra     | + 17 s          |
| 8e | Mieke Kröger        | Allemagne   | Human Powered Health | + 17 s          |
| 9e | Léa Curinier        | France      | Team DSM             | + 18 s          |
| 10e | Elynor Bäckstedt    | Royaume-Uni | Trek-Segafredo       | + 18 s          |

### 2eétape
| \| Classement de l'étape \| Classement de l'étape \| Classement de l'étape \| Classement de l'étape \| Classement de l'étape \| \| Coureuse \| Coureuse \| Pays \| Équipe \| Temps \| \| --------------------- \| --------------------- \| --------------------- \| ------------------------------------ \| --------------------- \| \| 1re \| Lorena Wiebes \| Pays-Bas \| Team DSM \| 2 h 54 min 57 s \| \| 2e \| Ellen van Dijk \| Pays-Bas \| Trek-Segafredo \| + 1 s \| \| 3e \| Daria Pikulik \| Pologne \| Atom Deweloper-Posciellux.pl-Wrocław \| + 1 s \| \| 4e \| Marthe Truyen \| Belgique \| Plantur-Pura \| + 1 s \| \| 5e \| Evy Kuijpers \| Pays-Bas \| Human Powered Health \| + 1 s \| \| 6e \| Alison Jackson \| Canada \| Liv Racing Xstra \| + 1 s \| \| 7e \| Audrey Cordon-Ragot \| France \| Trek-Segafredo \| + 1 s \| \| 8e \| Georgie Howe \| Australie \| Keukens Redant \| + 1 s \| \| 9e \| Anaïs Morichon \| France \| Arkéa Pro Cycling Team \| + 1 s \| \| 10e \| Pfeiffer Georgi \| Royaume-Uni \| Team DSM \| + 1 s \| |                     |             |                                      |                 |
| |                     |             |                                      |                 |
| Source : Cycling Quotient |                     |             |                                      |                 |
| Classement de l'étape |                     |             |                                      |                 |
| Coureuse | Coureuse            | Pays        | Équipe                               | Temps           |
| 1re | Lorena Wiebes       | Pays-Bas    | Team DSM                             | 2 h 54 min 57 s |
| 2e | Ellen van Dijk      | Pays-Bas    | Trek-Segafredo                       | + 1 s           |
| 3e | Daria Pikulik       | Pologne     | Atom Deweloper-Posciellux.pl-Wrocław | + 1 s           |
| 4e | Marthe Truyen       | Belgique    | Plantur-Pura                         | + 1 s           |
| 5e | Evy Kuijpers        | Pays-Bas    | Human Powered Health                 | + 1 s           |
| 6e | Alison Jackson      | Canada      | Liv Racing Xstra                     | + 1 s           |
| 7e | Audrey Cordon-Ragot | France      | Trek-Segafredo                       | + 1 s           |
| 8e | Georgie Howe        | Australie   | Keukens Redant                       | + 1 s           |
| 9e | Anaïs Morichon      | France      | Arkéa Pro Cycling Team               | + 1 s           |
| 10e | Pfeiffer Georgi     | Royaume-Uni | Team DSM                             | + 1 s           |

| \| Classement général \| Classement général \| Classement général \| Classement général \| Classement général \| \| Coureuse \| Coureuse \| Pays \| Équipe \| Temps \| \| ------------------ \| ------------------- \| ------------------ \| ------------------------------------ \| ------------------ \| \| 1re \| Lorena Wiebes \| Pays-Bas \| Team DSM \| 6 h 14 min 07 s \| \| 2e \| Ellen van Dijk \| Pays-Bas \| Trek-Segafredo \| + 11 s \| \| 3e \| Audrey Cordon-Ragot \| France \| Trek-Segafredo \| + 27 s \| \| 4e \| Pfeiffer Georgi \| Royaume-Uni \| Team DSM \| + 33 s \| \| 5e \| Daria Pikulik \| Pologne \| Atom Deweloper-Posciellux.pl-Wrocław \| + 35 s \| \| 6e \| Georgie Howe \| Australie \| Keukens Redant \| + 37 s \| \| 7e \| Evy Kuijpers \| Pays-Bas \| Human Powered Health \| + 48 s \| \| 8e \| Marthe Truyen \| Belgique \| Plantur-Pura \| + 48 s \| \| 9e \| Alison Jackson \| Canada \| Liv Racing Xstra \| + 54 s \| \| 10e \| Esmée Peperkamp \| Pays-Bas \| Team DSM \| + 4 min 23 s \| |                     |             |                                      |                 |
| |                     |             |                                      |                 |
| Source : Cycling Quotient |                     |             |                                      |                 |
| Classement général |                     |             |                                      |                 |
| Coureuse | Coureuse            | Pays        | Équipe                               | Temps           |
| 1re | Lorena Wiebes       | Pays-Bas    | Team DSM                             | 6 h 14 min 07 s |
| 2e | Ellen van Dijk      | Pays-Bas    | Trek-Segafredo                       | + 11 s          |
| 3e | Audrey Cordon-Ragot | France      | Trek-Segafredo                       | + 27 s          |
| 4e | Pfeiffer Georgi     | Royaume-Uni | Team DSM                             | + 33 s          |
| 5e | Daria Pikulik       | Pologne     | Atom Deweloper-Posciellux.pl-Wrocław | + 35 s          |
| 6e | Georgie Howe        | Australie   | Keukens Redant                       | + 37 s          |
| 7e | Evy Kuijpers        | Pays-Bas    | Human Powered Health                 | + 48 s          |
| 8e | Marthe Truyen       | Belgique    | Plantur-Pura                         | + 48 s          |
| 9e | Alison Jackson      | Canada      | Liv Racing Xstra                     | + 54 s          |
| 10e | Esmée Peperkamp     | Pays-Bas    | Team DSM                             | + 4 min 23 s    |

### 3eétape secteur a
Aucune échappée ne prend une avance significative avant le sprint intermédiaire. Jeanne Korevaar et Clara Lundmark partent ensuite, mais DSM les reprend dans le final. Au sprint, Lorena Wiebes s'impose de nouveau.
| \| Classement de l'étape \| Classement de l'étape \| Classement de l'étape \| Classement de l'étape \| Classement de l'étape \| \| Coureuse \| Coureuse \| Pays \| Équipe \| Temps \| \| --------------------- \| --------------------- \| --------------------- \| ------------------------------------ \| --------------------- \| \| 1re \| Lorena Wiebes \| Pays-Bas \| Team DSM \| 1 h 56 min 09 s \| \| 2e \| Amber van der Hulst \| Pays-Bas \| Liv Racing Xstra \| + 0 s \| \| 3e \| Letizia Paternoster \| Italie \| Trek-Segafredo \| + 0 s \| \| 4e \| Minke Bakker \| Pays-Bas \| Bingoal-Chevalmeire-Van Eyck Sport \| + 0 s \| \| 5e \| Daria Pikulik \| Pologne \| Atom Deweloper-Posciellux.pl-Wrocław \| + 0 s \| \| 6e \| Alice Sharpe \| Irlande \| IBCT \| + 0 s \| \| 7e \| Marthe Truyen \| Belgique \| Plantur-Pura \| + 0 s \| \| 8e \| Nathalie Bex \| Belgique \| Bingoal-Chevalmeire-Van Eyck Sport \| + 0 s \| \| 9e \| Jessy Druyts \| Belgique \| Multum Accountants \| + 0 s \| \| 10e \| Lucie Jounier \| France \| Arkéa Pro Cycling Team \| + 0 s \| |                     |          |                                      |                 |
| |                     |          |                                      |                 |
| Source : Cycling Quotient |                     |          |                                      |                 |
| Classement de l'étape |                     |          |                                      |                 |
| Coureuse | Coureuse            | Pays     | Équipe                               | Temps           |
| 1re | Lorena Wiebes       | Pays-Bas | Team DSM                             | 1 h 56 min 09 s |
| 2e | Amber van der Hulst | Pays-Bas | Liv Racing Xstra                     | + 0 s           |
| 3e | Letizia Paternoster | Italie   | Trek-Segafredo                       | + 0 s           |
| 4e | Minke Bakker        | Pays-Bas | Bingoal-Chevalmeire-Van Eyck Sport   | + 0 s           |
| 5e | Daria Pikulik       | Pologne  | Atom Deweloper-Posciellux.pl-Wrocław | + 0 s           |
| 6e | Alice Sharpe        | Irlande  | IBCT                                 | + 0 s           |
| 7e | Marthe Truyen       | Belgique | Plantur-Pura                         | + 0 s           |
| 8e | Nathalie Bex        | Belgique | Bingoal-Chevalmeire-Van Eyck Sport   | + 0 s           |
| 9e | Jessy Druyts        | Belgique | Multum Accountants                   | + 0 s           |
| 10e | Lucie Jounier       | France   | Arkéa Pro Cycling Team               | + 0 s           |

| \| Classement général \| Classement général \| Classement général \| Classement général \| Classement général \| \| Coureuse \| Coureuse \| Pays \| Équipe \| Temps \| \| ------------------ \| ------------------- \| ------------------ \| ------------------------------------ \| ------------------ \| \| 1re \| Lorena Wiebes \| Pays-Bas \| Team DSM \| 8 h 10 min 07 s \| \| 2e \| Ellen van Dijk \| Pays-Bas \| Trek-Segafredo \| + 20 s \| \| 3e \| Audrey Cordon-Ragot \| France \| Trek-Segafredo \| + 36 s \| \| 4e \| Pfeiffer Georgi \| Royaume-Uni \| Team DSM \| + 42 s \| \| 5e \| Daria Pikulik \| Pologne \| Atom Deweloper-Posciellux.pl-Wrocław \| + 43 s \| \| 6e \| Georgie Howe \| Australie \| Keukens Redant \| + 46 s \| \| 7e \| Evy Kuijpers \| Pays-Bas \| Human Powered Health \| + 57 s \| \| 8e \| Marthe Truyen \| Belgique \| Plantur-Pura \| + 57 s \| \| 9e \| Alison Jackson \| Canada \| Liv Racing Xstra \| + 1 min 03 s \| \| 10e \| Amber van der Hulst \| Pays-Bas \| Liv Racing Xstra \| + 4 min 29 s \| |                     |             |                                      |                 |
| |                     |             |                                      |                 |
| Source : Cycling Quotient |                     |             |                                      |                 |
| Classement général |                     |             |                                      |                 |
| Coureuse | Coureuse            | Pays        | Équipe                               | Temps           |
| 1re | Lorena Wiebes       | Pays-Bas    | Team DSM                             | 8 h 10 min 07 s |
| 2e | Ellen van Dijk      | Pays-Bas    | Trek-Segafredo                       | + 20 s          |
| 3e | Audrey Cordon-Ragot | France      | Trek-Segafredo                       | + 36 s          |
| 4e | Pfeiffer Georgi     | Royaume-Uni | Team DSM                             | + 42 s          |
| 5e | Daria Pikulik       | Pologne     | Atom Deweloper-Posciellux.pl-Wrocław | + 43 s          |
| 6e | Georgie Howe        | Australie   | Keukens Redant                       | + 46 s          |
| 7e | Evy Kuijpers        | Pays-Bas    | Human Powered Health                 | + 57 s          |
| 8e | Marthe Truyen       | Belgique    | Plantur-Pura                         | + 57 s          |
| 9e | Alison Jackson      | Canada      | Liv Racing Xstra                     | + 1 min 03 s    |
| 10e | Amber van der Hulst | Pays-Bas    | Liv Racing Xstra                     | + 4 min 29 s    |

### 3eétape secteur b
Dans ce contre-la-montre, Ellen van Dijk s'impose très nettement avec quarante-quatre secondes d'avance sur Mieke Kröger. Elle reprend la tête du classement général.
| \| Classement de l'étape \| Classement de l'étape \| Classement de l'étape \| Classement de l'étape \| Classement de l'étape \| \| Coureuse \| Coureuse \| Pays \| Équipe \| Temps \| \| --------------------- \| --------------------- \| --------------------- \| --------------------- \| --------------------- \| \| 1re \| Ellen van Dijk \| Pays-Bas \| Trek-Segafredo \| 19 min 34 s \| \| 2e \| Mieke Kröger \| Allemagne \| Human Powered Health \| + 44 s \| \| 3e \| Audrey Cordon-Ragot \| France \| Trek-Segafredo \| + 46 s \| \| 4e \| Lorena Wiebes \| Pays-Bas \| Team DSM \| + 51 s \| \| 5e \| Georgie Howe \| Australie \| Keukens Redant \| + 58 s \| \| 6e \| Esmée Peperkamp \| Pays-Bas \| Team DSM \| + 1 min 10 s \| \| 7e \| Liane Lippert \| Allemagne \| Team DSM \| + 1 min 18 s \| \| 8e \| Elynor Bäckstedt \| Royaume-Uni \| Trek-Segafredo \| + 1 min 19 s \| \| 9e \| Jeanne Korevaar \| Pays-Bas \| Liv Racing Xstra \| + 1 min 20 s \| \| 10e \| Pfeiffer Georgi \| Royaume-Uni \| Team DSM \| + 1 min 27 s \| |                     |             |                      |              |
| |                     |             |                      |              |
| Source : Cycling Quotient |                     |             |                      |              |
| Classement de l'étape |                     |             |                      |              |
| Coureuse | Coureuse            | Pays        | Équipe               | Temps        |
| 1re | Ellen van Dijk      | Pays-Bas    | Trek-Segafredo       | 19 min 34 s  |
| 2e | Mieke Kröger        | Allemagne   | Human Powered Health | + 44 s       |
| 3e | Audrey Cordon-Ragot | France      | Trek-Segafredo       | + 46 s       |
| 4e | Lorena Wiebes       | Pays-Bas    | Team DSM             | + 51 s       |
| 5e | Georgie Howe        | Australie   | Keukens Redant       | + 58 s       |
| 6e | Esmée Peperkamp     | Pays-Bas    | Team DSM             | + 1 min 10 s |
| 7e | Liane Lippert       | Allemagne   | Team DSM             | + 1 min 18 s |
| 8e | Elynor Bäckstedt    | Royaume-Uni | Trek-Segafredo       | + 1 min 19 s |
| 9e | Jeanne Korevaar     | Pays-Bas    | Liv Racing Xstra     | + 1 min 20 s |
| 10e | Pfeiffer Georgi     | Royaume-Uni | Team DSM             | + 1 min 27 s |

| \| Classement général \| Classement général \| Classement général \| Classement général \| Classement général \| \| Coureuse \| Coureuse \| Pays \| Équipe \| Temps \| \| ------------------ \| ------------------- \| ------------------ \| ------------------------------------ \| ------------------ \| \| 1re \| Ellen van Dijk \| Pays-Bas \| Trek-Segafredo \| 8 h 30 min 01 s \| \| 2e \| Lorena Wiebes \| Pays-Bas \| Team DSM \| + 31 s \| \| 3e \| Audrey Cordon-Ragot \| France \| Trek-Segafredo \| + 1 min 02 s \| \| 4e \| Georgie Howe \| Australie \| Keukens Redant \| + 1 min 24 s \| \| 5e \| Pfeiffer Georgi \| Royaume-Uni \| Team DSM \| + 1 min 49 s \| \| 6e \| Daria Pikulik \| Pologne \| Atom Deweloper-Posciellux.pl-Wrocław \| + 2 min 15 s \| \| 7e \| Alison Jackson \| Canada \| Liv Racing Xstra \| + 2 min 37 s \| \| 8e \| Evy Kuijpers \| Pays-Bas \| Human Powered Health \| + 2 min 44 s \| \| 9e \| Marthe Truyen \| Belgique \| Plantur-Pura \| + 2 min 59 s \| \| 10e \| Mieke Kröger \| Allemagne \| Human Powered Health \| + 4 min 58 s \| |                     |             |                                      |                 |
| |                     |             |                                      |                 |
| Source : Cycling Quotient |                     |             |                                      |                 |
| Classement général |                     |             |                                      |                 |
| Coureuse | Coureuse            | Pays        | Équipe                               | Temps           |
| 1re | Ellen van Dijk      | Pays-Bas    | Trek-Segafredo                       | 8 h 30 min 01 s |
| 2e | Lorena Wiebes       | Pays-Bas    | Team DSM                             | + 31 s          |
| 3e | Audrey Cordon-Ragot | France      | Trek-Segafredo                       | + 1 min 02 s    |
| 4e | Georgie Howe        | Australie   | Keukens Redant                       | + 1 min 24 s    |
| 5e | Pfeiffer Georgi     | Royaume-Uni | Team DSM                             | + 1 min 49 s    |
| 6e | Daria Pikulik       | Pologne     | Atom Deweloper-Posciellux.pl-Wrocław | + 2 min 15 s    |
| 7e | Alison Jackson      | Canada      | Liv Racing Xstra                     | + 2 min 37 s    |
| 8e | Evy Kuijpers        | Pays-Bas    | Human Powered Health                 | + 2 min 44 s    |
| 9e | Marthe Truyen       | Belgique    | Plantur-Pura                         | + 2 min 59 s    |
| 10e | Mieke Kröger        | Allemagne   | Human Powered Health                 | + 4 min 58 s    |

### 4eétape
Lorena Wiebes remporte la dernière étape au sprint, ce qui porte à quatre son nombre de victoires sur l'épreuve. Ellen van Dijk gagne le classement général.
| \| Classement de l'étape \| Classement de l'étape \| Classement de l'étape \| Classement de l'étape \| Classement de l'étape \| \| Coureuse \| Coureuse \| Pays \| Équipe \| Temps \| \| --------------------- \| --------------------- \| --------------------- \| ------------------------------------ \| --------------------- \| \| 1re \| Lorena Wiebes \| Pays-Bas \| Team DSM \| 2 h 57 min 41 s \| \| 2e \| Daria Pikulik \| Pologne \| Atom Deweloper-Posciellux.pl-Wrocław \| + 0 s \| \| 3e \| Mylène de Zoete \| Pays-Bas \| AG Insurance NXTG \| + 0 s \| \| 4e \| Amber van der Hulst \| Pays-Bas \| Liv Racing Xstra \| + 0 s \| \| 5e \| Alison Jackson \| Canada \| Liv Racing Xstra \| + 0 s \| \| 6e \| Chloe Hosking \| Australie \| Trek-Segafredo \| + 0 s \| \| 7e \| Susanne Meistrok \| Pays-Bas \| Proximus-Alphamotorhomes \| + 0 s \| \| 8e \| Minke Bakker \| Pays-Bas \| Bingoal-Chevalmeire-Van Eyck Sport \| + 0 s \| \| 9e \| Katarzyna Wilkos \| Pologne \| Atom Deweloper-Posciellux.pl-Wrocław \| + 0 s \| \| 10e \| Mia Griffin \| Irlande \| IBCT \| + 0 s \| |                     |           |                                      |                 |
| |                     |           |                                      |                 |
| Source : Cycling Quotient |                     |           |                                      |                 |
| Classement de l'étape |                     |           |                                      |                 |
| Coureuse | Coureuse            | Pays      | Équipe                               | Temps           |
| 1re | Lorena Wiebes       | Pays-Bas  | Team DSM                             | 2 h 57 min 41 s |
| 2e | Daria Pikulik       | Pologne   | Atom Deweloper-Posciellux.pl-Wrocław | + 0 s           |
| 3e | Mylène de Zoete     | Pays-Bas  | AG Insurance NXTG                    | + 0 s           |
| 4e | Amber van der Hulst | Pays-Bas  | Liv Racing Xstra                     | + 0 s           |
| 5e | Alison Jackson      | Canada    | Liv Racing Xstra                     | + 0 s           |
| 6e | Chloe Hosking       | Australie | Trek-Segafredo                       | + 0 s           |
| 7e | Susanne Meistrok    | Pays-Bas  | Proximus-Alphamotorhomes             | + 0 s           |
| 8e | Minke Bakker        | Pays-Bas  | Bingoal-Chevalmeire-Van Eyck Sport   | + 0 s           |
| 9e | Katarzyna Wilkos    | Pologne   | Atom Deweloper-Posciellux.pl-Wrocław | + 0 s           |
| 10e | Mia Griffin         | Irlande   | IBCT                                 | + 0 s           |

## Classements finals

### Classement général final
| \| Classement général \| Classement général \| Classement général \| Classement général \| Classement général \| \| Coureuse \| Coureuse \| Pays \| Équipe \| Temps \| \| ------------------ \| ------------------- \| ------------------ \| ------------------------------------ \| ------------------ \| \| 1re \| Ellen van Dijk \| Pays-Bas \| Trek-Segafredo \| 11 h 27 min 42 s \| \| 2e \| Lorena Wiebes \| Pays-Bas \| Team DSM \| + 21 s \| \| 3e \| Audrey Cordon-Ragot \| France \| Trek-Segafredo \| + 1 min 02 s \| \| 4e \| Georgie Howe \| Australie \| Keukens Redant \| + 1 min 24 s \| \| 5e \| Pfeiffer Georgi \| Royaume-Uni \| Team DSM \| + 1 min 49 s \| \| 6e \| Daria Pikulik \| Pologne \| Atom Deweloper-Posciellux.pl-Wrocław \| + 2 min 09 s \| \| 7e \| Alison Jackson \| Canada \| Liv Racing Xstra \| + 2 min 37 s \| \| 8e \| Evy Kuijpers \| Pays-Bas \| Human Powered Health \| + 2 min 44 s \| \| 9e \| Marthe Truyen \| Belgique \| Plantur-Pura \| + 2 min 59 s \| \| 10e \| Mieke Kröger \| Allemagne \| Human Powered Health \| + 5 min 11 s \| |                     |             |                                      |                  |
| |                     |             |                                      |                  |
| |                     |             |                                      |                  |
| Classement général |                     |             |                                      |                  |
| Coureuse | Coureuse            | Pays        | Équipe                               | Temps            |
| 1re | Ellen van Dijk      | Pays-Bas    | Trek-Segafredo                       | 11 h 27 min 42 s |
| 2e | Lorena Wiebes       | Pays-Bas    | Team DSM                             | + 21 s           |
| 3e | Audrey Cordon-Ragot | France      | Trek-Segafredo                       | + 1 min 02 s     |
| 4e | Georgie Howe        | Australie   | Keukens Redant                       | + 1 min 24 s     |
| 5e | Pfeiffer Georgi     | Royaume-Uni | Team DSM                             | + 1 min 49 s     |
| 6e | Daria Pikulik       | Pologne     | Atom Deweloper-Posciellux.pl-Wrocław | + 2 min 09 s     |
| 7e | Alison Jackson      | Canada      | Liv Racing Xstra                     | + 2 min 37 s     |
| 8e | Evy Kuijpers        | Pays-Bas    | Human Powered Health                 | + 2 min 44 s     |
| 9e | Marthe Truyen       | Belgique    | Plantur-Pura                         | + 2 min 59 s     |
| 10e | Mieke Kröger        | Allemagne   | Human Powered Health                 | + 5 min 11 s     |

### Points UCI
| Position           | 1er | 2e | 3e | 4e | 5e | 6e | 7e | 8e | 9e | 10e | 11e | 12e | 13e à 15e | 16e à 25e |
| Classement général | 125 | 85 | 70 | 60 | 50 | 40 | 35 | 30 | 25 | 20  | 15  | 10  | 5         | 3         |
| Par étape          | 16  | 12 | 8  | 6  | 5  | 4  | 3  | 2  |    |     |     |     |           |           |
| Leader, par étape  | 3   |    |    |    |    |    |    |    |    |     |     |     |           |           |

### Classements annexes

#### Classement par points
| Classement par points | Classement par points | Classement par points | Classement par points                | Classement par points |
| Coureuse              | Coureuse              | Pays                  | Équipe                               | Points                |
| --------------------- | --------------------- | --------------------- | ------------------------------------ | --------------------- |
| 1re                   | Lorena Wiebes         | Pays-Bas              | Team DSM                             | 88 pts                |
| 2e                    | Daria Pikulik         | Pologne               | Atom Deweloper-Posciellux.pl-Wrocław | 45 pts                |
| 3e                    | Amber van der Hulst   | Pays-Bas              | Liv Racing Xstra                     | 37 pts                |
| 4e                    | Ellen van Dijk        | Pays-Bas              | Trek-Segafredo                       | 35 pts                |
| 5e                    | Mylène de Zoete       | Pays-Bas              | AG Insurance NXTG                    | 27 pts                |
| 6e                    | Letizia Paternoster   | Italie                | Trek-Segafredo                       | 16 pts                |
| 7e                    | Alison Jackson        | Canada                | Liv Racing Xstra                     | 14 pts                |
| 8e                    | Marthe Truyen         | Belgique              | Plantur-Pura                         | 14 pts                |
| 9e                    | Minke Bakker          | Pays-Bas              | Bingoal-Chevalmeire-Van Eyck Sport   | 13 pts                |
| 10e                   | Chloe Hosking         | Australie             | Trek-Segafredo                       | 12 pts                |

#### Classement de la meilleure jeune
| Classement du meilleur jeune | Classement du meilleur jeune | Classement du meilleur jeune | Classement du meilleur jeune | Classement du meilleur jeune |
| Coureuse                     | Coureuse                     | Pays                         | Équipe                       | Temps                        |
| ---------------------------- | ---------------------------- | ---------------------------- | ---------------------------- | ---------------------------- |
| 1re                          | Pfeiffer Georgi              | Royaume-Uni                  | Team DSM                     | 11 h 29 min 31 s             |
| 2e                           | Elynor Bäckstedt             | Royaume-Uni                  | Trek-Segafredo               | + 3 min 45 s                 |
| 3e                           | Léa Curinier                 | France                       | Team DSM                     | + 3 min 54 s                 |
| 4e                           | Ilse Grit                    | Pays-Bas                     | Proximus-Alphamotorhomes     | + 5 min 20 s                 |
| 5e                           | Millie Couzens               | Royaume-Uni                  | Plantur-Pura                 | + 5 min 28 s                 |
| 6e                           | Rosalie Van der Wolf         | Pays-Bas                     | Parkhotel Valkenburg         | + 5 min 42 s                 |
| 7e                           | Cato Cassiers                | Belgique                     | Isorex NoAqua Ladies Cycling | + 5 min 42 s                 |
| 8e                           | Eline Van Rooijen            | Pays-Bas                     | AG Insurance NXTG            | + 5 min 51 s                 |
| 9e                           | Mijntje Geurts               | Pays-Bas                     | Lotto Soudal Ladies          | + 5 min 58 s                 |
| 10e                          | Katie Clouse                 | États-Unis                   | Human Powered Health         | + 6 min 05 s                 |

#### Classement des sprints
| Classement des sprints | Classement des sprints   | Classement des sprints | Classement des sprints               | Classement des sprints |
| Coureuse               | Coureuse                 | Pays                   | Équipe                               | Points                 |
| ---------------------- | ------------------------ | ---------------------- | ------------------------------------ | ---------------------- |
| 1re                    | Lorena Wiebes            | Pays-Bas               | Team DSM                             | 11 pts                 |
| 2e                     | Agnieszka Skalniak-Sójka | Pologne                | Atom Deweloper-Posciellux.pl-Wrocław | 6 pts                  |
| 3e                     | Audrey Cordon-Ragot      | France                 | Trek-Segafredo                       | 5 pts                  |

## Évolution des classements
| Étape              | Vainqueur          | Classement général | Classement par points | Classement de la meilleure jeune | Classement des rushes | Classement de la meilleure néerlandaise | Classement de la meilleure belge |
| ------------------ | ------------------ | ------------------ | --------------------- | -------------------------------- | --------------------- | --------------------------------------- | -------------------------------- |
| P                  | Ellen van Dijk     | Ellen van Dijk     | Ellen van Dijk        | Pfeiffer Georgi                  | non-attribué          | Ellen van Dijk                          | Fien Van Eynde                   |
| 1                  | Lorena Wiebes      | Lorena Wiebes      | Lorena Wiebes         | Pfeiffer Georgi                  | Marieke de Groot      | Lorena Wiebes                           | Fien Van Eynde                   |
| 2                  | Lorena Wiebes      | Lorena Wiebes      | Lorena Wiebes         | Pfeiffer Georgi                  | Lorena Wiebes         | Lorena Wiebes                           | Marthe Truyen                    |
| 3a                 | Lorena Wiebes      | Lorena Wiebes      | Lorena Wiebes         | Pfeiffer Georgi                  | Lorena Wiebes         | Lorena Wiebes                           | Marthe Truyen                    |
| 3b                 | Ellen van Dijk     | Ellen van Dijk     | Lorena Wiebes         | Pfeiffer Georgi                  | Lorena Wiebes         | Ellen van Dijk                          | Marthe Truyen                    |
| 4                  | Lorena Wiebes      | Ellen van Dijk     | Lorena Wiebes         | Pfeiffer Georgi                  | Lorena Wiebes         | Ellen van Dijk                          | Marthe Truyen                    |
| Classements finals | Classements finals | Ellen van Dijk     | Lorena Wiebes         | Pfeiffer Georgi                  | Lorena Wiebes         | Ellen van Dijk                          | Marthe Truyen                    |

## Liste des participantes
| Human Powered Health HPW | Human Powered Health HPW | Human Powered Health HPW |
| ------------------------ | ------------------------ | ------------------------ |
| Num                      | Coureuse                 | Pos                      |
| 1                        | Mieke Kröger (GER)       | 10e                      |
| 2                        | Katie Clouse (USA)       | 47e                      |
| 4                        | Evy Kuijpers (NED)       | 8e                       |
| 5                        | Lily Williams (USA)      | 24e                      |
| 6                        | Eri Yonamine (JPN)       | 42e                      |

| Trek-Segafredo TFS | Trek-Segafredo TFS                          | Trek-Segafredo TFS |
| ------------------ | ------------------------------------------- | ------------------ |
| Num                | Coureuse                                    | Pos                |
| 11                 | Elynor Bäckstedt (GBR)                      | 12e                |
| 12                 | Audrey Cordon-Ragot (FRA) (route et chrono) | 3e                 |
| 13                 | Chloe Hosking (AUS)                         | 19e                |
| 14                 | Letizia Paternoster (ITA)                   | 21e                |
| 16                 | Ellen van Dijk (NED) (route et chrono)      | 1re                |

| Team DSM DSM | Team DSM DSM                | Team DSM DSM |
| ------------ | --------------------------- | ------------ |
| Num          | Coureuse                    | Pos          |
| 21           | Lorena Wiebes (NED)         | 2e           |
| 22           | Pfeiffer Georgi (GBR)       | 5e           |
| 23           | Liane Lippert (GER) (route) | 15e          |
| 24           | Esmée Peperkamp (NED)       | 11e          |
| 25           | Léa Curinier (FRA)          | 14e          |
| 26           | Francesca Barale (ITA)      | 60e          |

| Liv Racing Xstra LIV | Liv Racing Xstra LIV      | Liv Racing Xstra LIV |
| -------------------- | ------------------------- | -------------------- |
| Num                  | Coureuse                  | Pos                  |
| 31                   | Alison Jackson (CAN)      | 7e                   |
| 32                   | Jeanne Korevaar (NED)     | 13e                  |
| 33                   | Sabrina Stultiens (NED)   | 44e                  |
| 34                   | Eva Buurman (NED)         | 40e                  |
| 36                   | Amber van der Hulst (NED) | 16e                  |

| Parkhotel Valkenburg PHV | Parkhotel Valkenburg PHV   | Parkhotel Valkenburg PHV |
| ------------------------ | -------------------------- | ------------------------ |
| Num                      | Coureuse                   | Pos                      |
| 41                       | Leonie Bos (NED)           | 49e                      |
| 43                       | Lieke Nooijen (NED)        | 56e                      |
| 44                       | Rosalie Van der Wolf (NED) | 36e                      |
| 45                       | Kirstie van Haaften (NED)  | AB                       |
| 46                       | Sofie van Rooijen (NED)    | AB                       |

| Plantur-Pura PLP | Plantur-Pura PLP               | Plantur-Pura PLP |
| ---------------- | ------------------------------ | ---------------- |
| Num              | Coureuse                       | Pos              |
| 51               | Millie Couzens (GBR)           | 29e              |
| 52               | Kiona Crabbé (BEL)             | 57e              |
| 53               | Marion Norbert-Riberolle (BEL) | 18e              |
| 54               | Aniek van Alphen (NED)         | 28e              |
| 55               | Anna Kay (GBR)                 | 39e              |
| 56               | Marthe Truyen (BEL)            | 9e               |

| AG Insurance NXTG AGI | AG Insurance NXTG AGI   | AG Insurance NXTG AGI |
| --------------------- | ----------------------- | --------------------- |
| Num                   | Coureuse                | Pos                   |
| 71                    | Senne Knaven (BEL)      | AB                    |
| 72                    | Maureen Arens (NED)     | 58e                   |
| 73                    | Amber Aernouts (NED)    | 73e                   |
| 74                    | Fien Masure (BEL)       | AB                    |
| 75                    | Mylène de Zoete (NED)   | 31e                   |
| 76                    | Eline Van Rooijen (NED) | 41e                   |

| Coop-Hitec Products HPU | Coop-Hitec Products HPU | Coop-Hitec Products HPU |
| ----------------------- | ----------------------- | ----------------------- |
| Num                     | Coureuse                | Pos                     |
| 81                      | Emma Boogaard (NED)     | AB                      |
| 83                      | Christa Riffel (GER)    | AB                      |
| 84                      | Jessica Roberts (GBR)   | 22e                     |
| 85                      | Lena Soland (NOR)       | AB                      |
| 86                      | Sylvie Swinkels (NED)   | 54e                     |

| Arkéa Pro Cycling Team ARK | Arkéa Pro Cycling Team ARK    | Arkéa Pro Cycling Team ARK |
| -------------------------- | ----------------------------- | -------------------------- |
| Num                        | Coureuse                      | Pos                        |
| 91                         | Julia Biryukova (UKR)         | AB                         |
| 92                         | Morgane Coston (FRA)          | 81e                        |
| 93                         | Lucie Jounier (FRA)           | 26e                        |
| 94                         | Typhaine Laurance (FRA)       | 20e                        |
| 95                         | Marie-Morgane Le Deunff (FRA) | 51e                        |
| 96                         | Anaïs Morichon (FRA)          | AB                         |

| IBCT IBC | IBCT IBC                   | IBCT IBC |
| -------- | -------------------------- | -------- |
| Num      | Coureuse                   | Pos      |
| 111      | Haylee Fuller (AUS)        | 61e      |
| 112      | Mia Griffin (IRL)          | 70e      |
| 113      | Antonia Gröndahl (FIN)     | 74e      |
| 114      | Alice Sharpe (IRL) (route) | 62e      |
| 115      | Sara Van de Vel (BEL)      | AB       |
| 116      | Fien Van Eynde (BEL)       | 37e      |

| Atom Deweloper-Posciellux.pl-Wrocław MAW | Atom Deweloper-Posciellux.pl-Wrocław MAW | Atom Deweloper-Posciellux.pl-Wrocław MAW |
| ---------------------------------------- | ---------------------------------------- | ---------------------------------------- |
| Num                                      | Coureuse                                 | Pos                                      |
| 121                                      | Monika Brzeźna (POL)                     | 27e                                      |
| 122                                      | Daria Pikulik (POL)                      | 6e                                       |
| 123                                      | Wiktoria Pikulik (POL) (route)           | 35e                                      |
| 124                                      | Nikol Płosaj (POL)                       | 59e                                      |
| 125                                      | Agnieszka Skalniak-Sójka (POL) (chrono)  | 17e                                      |
| 126                                      | Katarzyna Wilkos (POL)                   | 80e                                      |

| Bingoal-Chevalmeire-Van Eyck Sport BCV | Bingoal-Chevalmeire-Van Eyck Sport BCV | Bingoal-Chevalmeire-Van Eyck Sport BCV |
| -------------------------------------- | -------------------------------------- | -------------------------------------- |
| Num                                    | Coureuse                               | Pos                                    |
| 131                                    | Minke Bakker (NED)                     | 71e                                    |
| 133                                    | Nathalie Bex (BEL)                     | 43e                                    |
| 134                                    | Danique Braam (NED)                    | AB                                     |
| 135                                    | Noa Jansen (NED)                       | 63e                                    |

| Multum Accountants MUL | Multum Accountants MUL  | Multum Accountants MUL |
| ---------------------- | ----------------------- | ---------------------- |
| Num                    | Coureuse                | Pos                    |
| 141                    | Jessy Druyts (BEL)      | 67e                    |
| 142                    | Juliet Eickhof (NED)    | AB                     |
| 143                    | Camille Devigne (FRA)   | 77e                    |
| 144                    | Megan Panton (GBR)      | AB                     |
| 145                    | Julie Stockman (BEL)    | AB                     |
| 146                    | Céline van Houtum (NED) | 75e                    |

| Lotto Soudal Ladies LSL | Lotto Soudal Ladies LSL | Lotto Soudal Ladies LSL |
| ----------------------- | ----------------------- | ----------------------- |
| Num                     | Coureuse                | Pos                     |
| 151                     | Kylie Waterreus (NED)   | 52e                     |
| 152                     | Mieke Docx (BEL)        | 30e                     |
| 153                     | Mijntje Geurts (NED)    | 45e                     |
| 154                     | Esmée Gielkens (BEL)    | 50e                     |
| 155                     | Ines Van de Paar (BEL)  | AB                      |
| 156                     | Eefje Brandt (BEL)      | AB                      |

| Aromitalia-Basso Bikes-Vaiano VAI | Aromitalia-Basso Bikes-Vaiano VAI | Aromitalia-Basso Bikes-Vaiano VAI |
| --------------------------------- | --------------------------------- | --------------------------------- |
| Num                               | Coureuse                          | Pos                               |
| 161                               | Rasa Leleivytė (LTU) (route)      | 85e                               |
| 162                               | Milena Del Sarto (ITA)            | AB                                |
| 163                               | Carlotta Fondriest (ITA)          | AB                                |
| 164                               | Valentina Scandolara (ITA)        | AB                                |
| 165                               | Lara Scarselli (ITA)              | AB                                |
| 166                               | Gemma Sernissi (ITA)              | 53e                               |

| GT Krush Tunap BPC | GT Krush Tunap BPC       | GT Krush Tunap BPC |
| ------------------ | ------------------------ | ------------------ |
| Num                | Coureuse                 | Pos                |
| 171                | Marissa Baks (NED)       | 66e                |
| 172                | Anneke Dijkstra (NED)    | 23e                |
| 173                | Henrietta Colborne (GBR) | 86e                |
| 174                | Femke de Vries (NED)     | 32e                |
| 175                | Clara Lundmark (SWE)     | 46e                |

| Proximus-Alphamotorhomes ___ | Proximus-Alphamotorhomes ___ | Proximus-Alphamotorhomes ___ |
| ---------------------------- | ---------------------------- | ---------------------------- |
| Num                          | Coureuse                     | Pos                          |
| 181                          | Ilse Grit (NED)              | 25e                          |
| 182                          | Trine Holmsgaard             | 68e                          |
| 183                          | Susanne Meistrok (NED)       | 55e                          |
| 184                          | Jinse Peeters (BEL)          | 72e                          |
| 185                          | Loes Sels (BEL)              | 84e                          |
| 186                          | Nienke Wasmus (NED)          | 64e                          |

| Keukens Redant ___ | Keukens Redant ___          | Keukens Redant ___ |
| ------------------ | --------------------------- | ------------------ |
| Num                | Coureuse                    | Pos                |
| 191                | Evelien Debboudt (BEL)      | AB                 |
| 192                | Malin Eriksen (NOR) (route) | 48e                |
| 193                | Georgie Howe (AUS) (chrono) | 4e                 |
| 194                | Ellen Mcdermott (IRL)       | AB                 |
| 195                | Julie Sap (BEL)             | 33e                |

| WV Schijndel ___ | WV Schijndel ___         | WV Schijndel ___ |
| ---------------- | ------------------------ | ---------------- |
| Num              | Coureuse                 | Pos              |
| 201              | Lente Boskamp (NED)      | AB               |
| 202              | Rose Kloese (NED)        | AB               |
| 203              | Dieke Hendriks (NED)     | AB               |
| 204              | Florence Normand (CAN)   | AB               |
| 205              | Lisa Van Helvoirt (NED)  | AB               |
| 206              | Cecilia van Zuthem (NED) | 76e              |

| S-Bikes Doltcini ___ | S-Bikes Doltcini ___        | S-Bikes Doltcini ___ |
| -------------------- | --------------------------- | -------------------- |
| Num                  | Coureuse                    | Pos                  |
| 211                  | Elena Debouck (BEL)         | 79e                  |
| 212                  | Nathalie Verschelden (BEL)  | 83e                  |
| 213                  | Dina Scavone (BEL)          | AB                   |
| 214                  | Febe Schokkaert (BEL)       | 65e                  |
| 215                  | Laura Vainionpää (FIN)      | 82e                  |
| 216                  | Saartje Vandenbroucke (BEL) | 34e                  |

| Isorex NoAqua Ladies Cycling DDG | Isorex NoAqua Ladies Cycling DDG | Isorex NoAqua Ladies Cycling DDG |
| -------------------------------- | -------------------------------- | -------------------------------- |
| Num                              | Coureuse                         | Pos                              |
| 221                              | Devon Kuijstermans (NED)         | AB                               |
| 222                              | Cato Cassiers (BEL)              | 38e                              |
| 223                              | Marieke de Groot (NED)           | 69e                              |
| 224                              | Sharon Dommanschet (NED)         | AB                               |
| 225                              | Alexandra Martin-Wallace (AUS)   | 78e                              |
| 226                              | Demi van Dijke (NED)             | AB                               |

| Human Powered Health HPW | Human Powered Health HPW | Human Powered Health HPW |
| ------------------------ | ------------------------ | ------------------------ |
| Num                      | Coureuse                 | Pos                      |
| 1                        | Mieke Kröger (GER)       | 10e                      |
| 2                        | Katie Clouse (USA)       | 47e                      |
| 4                        | Evy Kuijpers (NED)       | 8e                       |
| 5                        | Lily Williams (USA)      | 24e                      |
| 6                        | Eri Yonamine (JPN)       | 42e                      |

| Trek-Segafredo TFS | Trek-Segafredo TFS                          | Trek-Segafredo TFS |
| ------------------ | ------------------------------------------- | ------------------ |
| Num                | Coureuse                                    | Pos                |
| 11                 | Elynor Bäckstedt (GBR)                      | 12e                |
| 12                 | Audrey Cordon-Ragot (FRA) (route et chrono) | 3e                 |
| 13                 | Chloe Hosking (AUS)                         | 19e                |
| 14                 | Letizia Paternoster (ITA)                   | 21e                |
| 16                 | Ellen van Dijk (NED) (route et chrono)      | 1re                |

| Team DSM DSM | Team DSM DSM                | Team DSM DSM |
| ------------ | --------------------------- | ------------ |
| Num          | Coureuse                    | Pos          |
| 21           | Lorena Wiebes (NED)         | 2e           |
| 22           | Pfeiffer Georgi (GBR)       | 5e           |
| 23           | Liane Lippert (GER) (route) | 15e          |
| 24           | Esmée Peperkamp (NED)       | 11e          |
| 25           | Léa Curinier (FRA)          | 14e          |
| 26           | Francesca Barale (ITA)      | 60e          |

| Liv Racing Xstra LIV | Liv Racing Xstra LIV      | Liv Racing Xstra LIV |
| -------------------- | ------------------------- | -------------------- |
| Num                  | Coureuse                  | Pos                  |
| 31                   | Alison Jackson (CAN)      | 7e                   |
| 32                   | Jeanne Korevaar (NED)     | 13e                  |
| 33                   | Sabrina Stultiens (NED)   | 44e                  |
| 34                   | Eva Buurman (NED)         | 40e                  |
| 36                   | Amber van der Hulst (NED) | 16e                  |

| Parkhotel Valkenburg PHV | Parkhotel Valkenburg PHV   | Parkhotel Valkenburg PHV |
| ------------------------ | -------------------------- | ------------------------ |
| Num                      | Coureuse                   | Pos                      |
| 41                       | Leonie Bos (NED)           | 49e                      |
| 43                       | Lieke Nooijen (NED)        | 56e                      |
| 44                       | Rosalie Van der Wolf (NED) | 36e                      |
| 45                       | Kirstie van Haaften (NED)  | AB                       |
| 46                       | Sofie van Rooijen (NED)    | AB                       |

| Plantur-Pura PLP | Plantur-Pura PLP               | Plantur-Pura PLP |
| ---------------- | ------------------------------ | ---------------- |
| Num              | Coureuse                       | Pos              |
| 51               | Millie Couzens (GBR)           | 29e              |
| 52               | Kiona Crabbé (BEL)             | 57e              |
| 53               | Marion Norbert-Riberolle (BEL) | 18e              |
| 54               | Aniek van Alphen (NED)         | 28e              |
| 55               | Anna Kay (GBR)                 | 39e              |
| 56               | Marthe Truyen (BEL)            | 9e               |

| AG Insurance NXTG AGI | AG Insurance NXTG AGI   | AG Insurance NXTG AGI |
| --------------------- | ----------------------- | --------------------- |
| Num                   | Coureuse                | Pos                   |
| 71                    | Senne Knaven (BEL)      | AB                    |
| 72                    | Maureen Arens (NED)     | 58e                   |
| 73                    | Amber Aernouts (NED)    | 73e                   |
| 74                    | Fien Masure (BEL)       | AB                    |
| 75                    | Mylène de Zoete (NED)   | 31e                   |
| 76                    | Eline Van Rooijen (NED) | 41e                   |

| Coop-Hitec Products HPU | Coop-Hitec Products HPU | Coop-Hitec Products HPU |
| ----------------------- | ----------------------- | ----------------------- |
| Num                     | Coureuse                | Pos                     |
| 81                      | Emma Boogaard (NED)     | AB                      |
| 83                      | Christa Riffel (GER)    | AB                      |
| 84                      | Jessica Roberts (GBR)   | 22e                     |
| 85                      | Lena Soland (NOR)       | AB                      |
| 86                      | Sylvie Swinkels (NED)   | 54e                     |

| Arkéa Pro Cycling Team ARK | Arkéa Pro Cycling Team ARK    | Arkéa Pro Cycling Team ARK |
| -------------------------- | ----------------------------- | -------------------------- |
| Num                        | Coureuse                      | Pos                        |
| 91                         | Julia Biryukova (UKR)         | AB                         |
| 92                         | Morgane Coston (FRA)          | 81e                        |
| 93                         | Lucie Jounier (FRA)           | 26e                        |
| 94                         | Typhaine Laurance (FRA)       | 20e                        |
| 95                         | Marie-Morgane Le Deunff (FRA) | 51e                        |
| 96                         | Anaïs Morichon (FRA)          | AB                         |

| IBCT IBC | IBCT IBC                   | IBCT IBC |
| -------- | -------------------------- | -------- |
| Num      | Coureuse                   | Pos      |
| 111      | Haylee Fuller (AUS)        | 61e      |
| 112      | Mia Griffin (IRL)          | 70e      |
| 113      | Antonia Gröndahl (FIN)     | 74e      |
| 114      | Alice Sharpe (IRL) (route) | 62e      |
| 115      | Sara Van de Vel (BEL)      | AB       |
| 116      | Fien Van Eynde (BEL)       | 37e      |

| Atom Deweloper-Posciellux.pl-Wrocław MAW | Atom Deweloper-Posciellux.pl-Wrocław MAW | Atom Deweloper-Posciellux.pl-Wrocław MAW |
| ---------------------------------------- | ---------------------------------------- | ---------------------------------------- |
| Num                                      | Coureuse                                 | Pos                                      |
| 121                                      | Monika Brzeźna (POL)                     | 27e                                      |
| 122                                      | Daria Pikulik (POL)                      | 6e                                       |
| 123                                      | Wiktoria Pikulik (POL) (route)           | 35e                                      |
| 124                                      | Nikol Płosaj (POL)                       | 59e                                      |
| 125                                      | Agnieszka Skalniak-Sójka (POL) (chrono)  | 17e                                      |
| 126                                      | Katarzyna Wilkos (POL)                   | 80e                                      |

| Bingoal-Chevalmeire-Van Eyck Sport BCV | Bingoal-Chevalmeire-Van Eyck Sport BCV | Bingoal-Chevalmeire-Van Eyck Sport BCV |
| -------------------------------------- | -------------------------------------- | -------------------------------------- |
| Num                                    | Coureuse                               | Pos                                    |
| 131                                    | Minke Bakker (NED)                     | 71e                                    |
| 133                                    | Nathalie Bex (BEL)                     | 43e                                    |
| 134                                    | Danique Braam (NED)                    | AB                                     |
| 135                                    | Noa Jansen (NED)                       | 63e                                    |

| Multum Accountants MUL | Multum Accountants MUL  | Multum Accountants MUL |
| ---------------------- | ----------------------- | ---------------------- |
| Num                    | Coureuse                | Pos                    |
| 141                    | Jessy Druyts (BEL)      | 67e                    |
| 142                    | Juliet Eickhof (NED)    | AB                     |
| 143                    | Camille Devigne (FRA)   | 77e                    |
| 144                    | Megan Panton (GBR)      | AB                     |
| 145                    | Julie Stockman (BEL)    | AB                     |
| 146                    | Céline van Houtum (NED) | 75e                    |

| Lotto Soudal Ladies LSL | Lotto Soudal Ladies LSL | Lotto Soudal Ladies LSL |
| ----------------------- | ----------------------- | ----------------------- |
| Num                     | Coureuse                | Pos                     |
| 151                     | Kylie Waterreus (NED)   | 52e                     |
| 152                     | Mieke Docx (BEL)        | 30e                     |
| 153                     | Mijntje Geurts (NED)    | 45e                     |
| 154                     | Esmée Gielkens (BEL)    | 50e                     |
| 155                     | Ines Van de Paar (BEL)  | AB                      |
| 156                     | Eefje Brandt (BEL)      | AB                      |

| Aromitalia-Basso Bikes-Vaiano VAI | Aromitalia-Basso Bikes-Vaiano VAI | Aromitalia-Basso Bikes-Vaiano VAI |
| --------------------------------- | --------------------------------- | --------------------------------- |
| Num                               | Coureuse                          | Pos                               |
| 161                               | Rasa Leleivytė (LTU) (route)      | 85e                               |
| 162                               | Milena Del Sarto (ITA)            | AB                                |
| 163                               | Carlotta Fondriest (ITA)          | AB                                |
| 164                               | Valentina Scandolara (ITA)        | AB                                |
| 165                               | Lara Scarselli (ITA)              | AB                                |
| 166                               | Gemma Sernissi (ITA)              | 53e                               |

| GT Krush Tunap BPC | GT Krush Tunap BPC       | GT Krush Tunap BPC |
| ------------------ | ------------------------ | ------------------ |
| Num                | Coureuse                 | Pos                |
| 171                | Marissa Baks (NED)       | 66e                |
| 172                | Anneke Dijkstra (NED)    | 23e                |
| 173                | Henrietta Colborne (GBR) | 86e                |
| 174                | Femke de Vries (NED)     | 32e                |
| 175                | Clara Lundmark (SWE)     | 46e                |

| Proximus-Alphamotorhomes ___ | Proximus-Alphamotorhomes ___ | Proximus-Alphamotorhomes ___ |
| ---------------------------- | ---------------------------- | ---------------------------- |
| Num                          | Coureuse                     | Pos                          |
| 181                          | Ilse Grit (NED)              | 25e                          |
| 182                          | Trine Holmsgaard             | 68e                          |
| 183                          | Susanne Meistrok (NED)       | 55e                          |
| 184                          | Jinse Peeters (BEL)          | 72e                          |
| 185                          | Loes Sels (BEL)              | 84e                          |
| 186                          | Nienke Wasmus (NED)          | 64e                          |

| Keukens Redant ___ | Keukens Redant ___          | Keukens Redant ___ |
| ------------------ | --------------------------- | ------------------ |
| Num                | Coureuse                    | Pos                |
| 191                | Evelien Debboudt (BEL)      | AB                 |
| 192                | Malin Eriksen (NOR) (route) | 48e                |
| 193                | Georgie Howe (AUS) (chrono) | 4e                 |
| 194                | Ellen Mcdermott (IRL)       | AB                 |
| 195                | Julie Sap (BEL)             | 33e                |

| WV Schijndel ___ | WV Schijndel ___         | WV Schijndel ___ |
| ---------------- | ------------------------ | ---------------- |
| Num              | Coureuse                 | Pos              |
| 201              | Lente Boskamp (NED)      | AB               |
| 202              | Rose Kloese (NED)        | AB               |
| 203              | Dieke Hendriks (NED)     | AB               |
| 204              | Florence Normand (CAN)   | AB               |
| 205              | Lisa Van Helvoirt (NED)  | AB               |
| 206              | Cecilia van Zuthem (NED) | 76e              |

| S-Bikes Doltcini ___ | S-Bikes Doltcini ___        | S-Bikes Doltcini ___ |
| -------------------- | --------------------------- | -------------------- |
| Num                  | Coureuse                    | Pos                  |
| 211                  | Elena Debouck (BEL)         | 79e                  |
| 212                  | Nathalie Verschelden (BEL)  | 83e                  |
| 213                  | Dina Scavone (BEL)          | AB                   |
| 214                  | Febe Schokkaert (BEL)       | 65e                  |
| 215                  | Laura Vainionpää (FIN)      | 82e                  |
| 216                  | Saartje Vandenbroucke (BEL) | 34e                  |

| Isorex NoAqua Ladies Cycling DDG | Isorex NoAqua Ladies Cycling DDG | Isorex NoAqua Ladies Cycling DDG |
| -------------------------------- | -------------------------------- | -------------------------------- |
| Num                              | Coureuse                         | Pos                              |
| 221                              | Devon Kuijstermans (NED)         | AB                               |
| 222                              | Cato Cassiers (BEL)              | 38e                              |
| 223                              | Marieke de Groot (NED)           | 69e                              |
| 224                              | Sharon Dommanschet (NED)         | AB                               |
| 225                              | Alexandra Martin-Wallace (AUS)   | 78e                              |
| 226                              | Demi van Dijke (NED)             | AB                               |

## Organisation et règlement

### Comité d'organisation
La course est organisée par l'association GLS Sportadviesbureau basée à Saint-Denis-Westrem. Le directeur de course est Joerie Devreese.

### Règlement de la course

#### Délais
Lors d'une course cycliste, les coureurs sont tenus d'arriver dans un laps de temps imparti à la suite du premier pour pouvoir être classés. Les délais prévus sont de 5 % pour les deux premières étapes ainsi que la quatrième, 7 % pour l'étape 3 secteur a, 50 % pour le contre-la-montre. Il n'y a pas de délais pour le prologue. La règle des trois kilomètres s'applique conformément au règlement UCI.

#### Classements et bonifications
Le classement général individuel au temps est calculé par le cumul des temps enregistrés dans chacune des étapes parcourues. Des bonifications et d'éventuelles pénalisations sont incluses dans le calcul du classement. Le coureur qui est premier de ce classement est porteur du maillot bleu. En cas d'égalité au temps, le contre-la-montre détermine le vainqueur.
Des bonifications sont attribuées dans cette épreuve. L'arrivée des étapes donne dix, six et quatre secondes de bonifications aux trois premières. L'arrivée de la demi-étape, troisième secteur a, attribue six, quatre et deux secondes de bonifications aux trois premières. Par ailleurs, durant la course, il existe des sprints intermédiaires dont les trois premiers sont récompensés respectivement de trois secondes, deux secondes et une seconde.

##### Classement par points
Le maillot rouge, récompense le classement par points. Celui-ci se calcule selon le classement lors des arrivées d'étape.  
Lors d'une arrivée d'étape en ligne, les dix premières se voient accorder des points selon le décompte suivant : 20, 15, 12, 10, 8, 6, 4, 3, 2, 1. Le contre-la-montre et le prologue attribuent les points suivants aux cinq premières : 10, 6, 4, 2 et 1. En cas d'égalité, les coureurs sont prioritairement départagés par le nombre de victoires d'étapes. Si l'égalité persiste, le nombre de victoires à des sprints intermédiaires puis éventuellement la place obtenue au classement général entrent en compte. Pour être classé, un coureur doit avoir terminé la course dans les délais.

##### Classement de la meilleure jeune
Le classement de la meilleure jeune ne concerne qu'une certaine catégorie de coureuses. C'est-à-dire aux coureuses nées après le 1er janvier 2000. Ce classement, basé sur le classement général, attribue au premier un maillot blanc. En cas d'égalité, le temps du contre-la-montre détermine le vainqueur.

##### Classement des rushes
Des sprints intermédiaires durant la course attribuent 3, 2 et 1 point aux trois premières. Il attribue un maillot jaune.

##### Classement de la meilleure Belge et Néerlandaise
La meilleure Belge, d'une part, et la meilleure Néerlandaise, d'autre part, au classement général se voient attribuées respectivement un maillot noir et orange.

##### Répartition des maillots
Chaque coureuse en tête d'un classement est porteuse du maillot ou du dossard distinctif correspondant. Cependant, dans le cas où une coureuse dominerait plusieurs classements, celle-ci ne porte qu'un seul maillot distinctif, selon une priorité de classements. Le classement général au temps est le classement prioritaire, suivi du classement par points et du classement de la meilleure jeune. Si ce cas de figure se produit, le maillot correspondant au classement annexe de priorité inférieure n'est pas porté par celui qui domine ce classement mais par son deuxième.

#### Primes
Le prologue et les demi-étapes rapportent:
| Position | 1er   | 2e    | 3e    | 4e    | 5e   | 6e   | 7e   | 8e   | 9e   | 10e  |
| Prix     | 220 € | 155 € | 120 € | 110 € | 90 € | 80 € | 80 € | 80 € | 80 € | 80 € |

En sus, les coureuses placées de la 11e à la 15e place gagnent 50 €, celles placées de la 16e à la 20e place gagnent 35 €.
Les étapes en ligne, permettent de remporter les primes suivantes:
| Position | 1er   | 2e    | 3e    | 4e    | 5e    | 6e    | 7e    | 8e   | 9e   | 10e  |
| Prix     | 370 € | 225 € | 155 € | 145 € | 130 € | 115 € | 105 € | 90 € | 90 € | 90 € |

En sus, les coureuses placées de la 11e à la 15e place gagnent 55 €, celles placées de la 16e à la 20e place gagnent 40 €.
Le classement général final attribue les sommes suivantes :
| Position | 1er   | 2e    | 3e    | 4e    | 5e    | 6e    | 7e    | 8e    | 9e   | 10e  |
| Prix     | 400 € | 240 € | 170 € | 150 € | 135 € | 120 € | 110 € | 100 € | 95 € | 90 € |

En sus, les coureuses placées de la 11e à la 15e place gagnent 60 €, celles placées de la 16e à la 20e place gagnent 40 €.

#### Prix
Le classement final par points rapporte 75 € à la vainqueur, le classement de la meilleure jeune, de la meilleure Belge, de la meilleure Néerlandaise et celui des rushes 50 €.

### Partenaires
La Baloise sont partenaires du maillot bleu. Happy dog parraine le classement par points. Le classement de la meilleure jeune est parrainé par Traxion. Le classement des rushes est financé par Trade Euro. Le classement de la meilleure Néerlandaise est parrainé par Zeland.com, celui de la meilleure Belge par le ministère des sports flamands.